# ريتشارد غرينفيل
ريتشارد غرينفيل (بالإنجليزية: Richard Grenville)‏ السير ريتشارد غرينفيل (15 يونيو 1542 - 10 سبتمبر 1591) (جرينفيل أو غرينفيلد) كان بحار إنجليزي، وقبطان البحر ومستكشف. وشارك في الكفاح ضد الارمادا الإسبانية. توفي في 1591 في معركة فلوريس، واجه صعوبات جمة في المعارك، ورفض استسلام سفينته إلى الإسبان ألاكثر عددا. وكان جده السير ريتشارد غرينفيل، من الحرب الإنجليزية الأهلية الشهيرة.
مترجم من Richard Grenville